# جين كوين
جين كوين (بالإنجليزية: Jeanne Quinn)‏ هي خزافة أمريكية، ولدت في 1953.